# Нэш, Кларенс
Кла́ренс Нэш (англ. Clarence Nash; 7 декабря 1904, Уотонга, Оклахома — 20 февраля 1985, Лос-Анджелес, Калифорния) — американский актёр озвучивания. Официальный голос Дональда Дака с первого появления этого персонажа (1934 год) до 1983 года.

## Биография
Кларенс Чарльз Нэш родился 7 декабря 1904 года в городке Уотонга (штат Оклахома). Ещё подростком с родителями переехал в Калифорнию. После окончания старшей школы зарабатывал на жизнь тем, что катался на повозке, запряжённой пони, близ лос-анджелесских школ, имитируя голоса птиц и животных. В конце 1920-х годов вёл собственное шоу The Merrymakers на радиостанции KHJ. В 1932 году был замечен лично Уолтом Диснеем, который пригласил Нэша на прослушивание, будучи восхищён голосом актёра. Нэш был принят на работу актёром озвучивания на студию Диснея, и его первой работой стал мультфильм «Маленькая мудрая курочка», где он озвучил нового персонажа — Дональда Дака. Нэш стал официальным голосом этого персонажа и озвучивал его на протяжении полувека. В связи с тем, что голос Дональда Дака крайне необычен, оригинален, сложен как для восприятия, так и для копирования, Нэш сам дублировал Дональда для показа мультфильмов с его участием в других странах на других языках («Я учился крякать на французском, испанском, португальском, японском, немецком и китайском», — говорил он), используя фонетический алфавит.
В 1937 году, накопив денег, Нэш с супругой купили дом в Глендейле, где и прожили всю жизнь («Мы поженились не из-за денег: у меня было 10 центов, у Маргарет — 50», говорил он). С середины 1950-х годов Нэш стал появляться на экране заметно реже, в 1971 году он ушёл на пенсию, хотя в начале 1980-х годов ещё разово появлялся на экранах. Помимо официальной работы актёром озвучивания, Нэш на добровольных началах посещал детские больницы, приюты, просто тяжело больных детей и развлекал их голосом Дональда Дака.
Когда стало ясно, что в связи с возрастом Нэш скоро не сможет озвучивать Дональда Дака, он набрал группу из нескольких актёров, которых стал обучать неповторимому голосу Дональда. Наибольшие успехи в этом непростом деле проявил Тони Ансельмо, который и стал преемником Нэша на этом посту; Ансельмо является официальным голосом Дональда Дака с 1986 года по настоящее время.
В 1983 году Нэш получил Премию Уинзора Маккея.

### Личная жизнь и смерть
25 января 1930 года Кларенс Нэш женился на Маргарет И. Шиманс (1910—1993). Супруги прожили в браке 55 лет вплоть до смерти актёра. Пара имела двух дочерей — Кэй Хьюз и Пегги Галбрат.
Кларенс Нэш умер 20 февраля 1985 года от лейкемии в больнице англ. Providence Saint Joseph Medical Center (Бербанк). Похоронен на кладбище англ. San Fernando Mission Cemetery (Мишн-Хиллз). Маргарет умерла спустя восемь лет после смерти Нэша, они похоронены рядом, на их надгробной плите на фоне стилизованного сердца изображены Дональд и Дейзи Дак, держащиеся за руки.
На момент смерти у Нэша, помимо двух дочерей, здравствовали восемь внуков и пять правнуков.

## Избранная фильмография
За свою карьеру длиной полвека Кларенс Нэш озвучил почти 200 мультфильмов и мультсериалов, причём в большинстве случаев без упоминания в титрах.

### Мультфильмы и мультсериалы
- 1934 — Маленькая мудрая курочка / The Wise Little Hen — Дональд Дак
- 1934 — Концерт для сироток / Orphan’s Benefit — Дональд Дак
- 1934 — Похититель собак / The Dognapper — Микки Маус / Дональд Дак
- 1935 — Концерт / The Band Concert — Дональд Дак
- 1935 — Суперсервис Микки / Mickey’s Service Station — Дональд Дак
- 1935 — Пожарная бригада Микки / Mickey’s Fire Brigade — Дональд Дак
- 1936 — Микки Маус и команда по игре в поло / Mickey’s Polo Team — Дональд Дак
- 1936 — День переезда[англ.] / Moving Day — Дональд Дак
- 1937 — Дон Дональд / Don Donald — Дональд Дак / Донна Дак
- 1937 — Любители Микки / Mickey’s Amateurs — Дональд Дак
- 1937 — Современные изобретения / Modern Inventions — Дональд Дак
- 1937 — Отдых на Гавайях[англ.] / Hawaiian Holiday — Дональд Дак
- 1937 — Чистильщики часов[англ.] / Clock Cleaners — Дональд Дак
- 1937 — Страус Дональда[англ.] / Donald’s Ostrich — Дональд Дак
- 1937 — Одинокие привидения / Lonesome Ghosts — Дональд Дак
- 1938 — Кораблестроители / Boat Builders — Дональд Дак
- 1938 — Племянники Дональда / Donald’s Nephews — Дональд Дак / Билли, Вилли и Дилли
- 1938 — Вагончик Микки[англ.] / Mickey’s Trailer — Дональд Дак
- 1938 — Хорошие бойскауты[англ.] / Good Scouts — Дональд Дак / Билли, Вилли и Дилли
- 1938 — Матушка Гусыня едет в Голливуд[англ.] / Mother Goose Goes Hollywood — Дональд Дак
- 1939 — Кузен Дональда[англ.] / Donald’s Cousin Gus — Дональд Дак
- 1939 — Охотник за автографом[англ.] / The Autograph Hound — Дональд Дак
- 1940 — Пиноккио / Pinocchio — статуя / обезьяны
- 1941 — В стиле 90-х[англ.] / The Nifty Nineties — Дональд Дак / Дейзи Дак / Билли, Вилли и Дилли
- 1942 — Решение Дональда / Donald’s Decision — Дональд Дак
- 1942 — Все вместе[англ.] / All Together — Дональд Дак
- 1942 — Час симфонии / Symphony Hour — Дональд Дак
- 1942 — Дональд на службе[англ.] / Donald Gets Drafted — Дональд Дак
- 1942 — Лицо фюрера / Der Fuehrer’s Face — Дональд Дак
- 1942 — Новый дух[англ.] / The New Spirit — Дональд Дак
- 1943 — Внутренняя оборона[англ.] / Home Defense — Дональд Дак / Билли, Вилли и Дилли
- 1943 — Дух 43-го года[англ.] / The Spirit of '43 — Дональд Дак
- 1944 — Дональд Дак и горилла / Donald Duck and the Gorilla — Дональд Дак / Билли, Вилли и Дилли
- 1944 — Утка-коммандос / Commando Duck — Дональд Дак
- 1944 — Три кабальеро / The Three Caballeros — Дональд Дак
- 1945 — Преступление Дональда / Donald’s Crime — Дональд Дак / Билли, Вилли и Дилли
- 1946 — Песня Юга / Song of the South — мистер Сиалия
- 1947 — Дилемма Дональда[англ.] / Donald’s Dilemma — Дональд Дак
- 1947 — Весёлые и беззаботные / Fun and Fancy Free — Дональд Дак / Кот
- 1948 — Завтрак для троих / Three for Breakfast — Дональд Дак
- 1948 — Так дорого моему сердцу[англ.] / So Dear to My Heart — вокальные звуковые эффекты
- 1948 — Чай на 200 персон / Tea for Two Hundred — Дональд Дак
- 1949 — Запас на зиму / Winter Storage — Дональд Дак
- 1949 — Любители игрушек / Toy Tinkers — Дональд Дак
- 1952 — Кошелёк или жизнь / Trick or Treat — Дональд Дак / Билли, Вилли и Дилли
- 1952 — Рождественская ёлка Плуто[англ.] / Pluto’s Christmas Tree — Дональд Дак
- 1953 — Фонтан молодости Дональда[англ.] / Don’s Fountain of Youth — Дональд Дак / Билли, Вилли и Дилли
- 1953 — Суровый медведь[англ.] / Rugged Bear — Дональд Дак
- 1953 — Работа за орехи[англ.] / Working for Peanuts — Дональд Дак
- 1954—1963, 1968, 1971 — Диснейленд[англ.] / Disneyland — Дональд Дак / Билли, Вилли и Дилли / камео (в 23 эпизодах)
- 1955 — Охота запрещена[англ.] / No Hunting — Дональд Дак
- 1955 — На дереве[англ.] / Up a Tree — Дональд Дак
- 1956 — Чип на палубе[англ.] / Chips Ahoy — Дональд Дак
- 1959 — Дональд в «Матемагии» / Donald in Mathmagic Land — Дональд Дак
- 1961 — 101 далматинец / One Hundred and One Dalmatians — второстепенные персонажи
- 1981 — Лис и пёс / The Fox and the Hound — рычание медведя
- 1983 — Рождественская история Микки / Mickey’s Christmas Carol — Фред, племянник Эбенезера Скруджа (Дональд Дак)

### Прочие работы
- 1941 — Несговорчивый дракон[англ.] / The Reluctant Dragon — камео / Дональд Дак (фильм с совмещением живых актёров и анимации)
- 1952 — Величайшее шоу мира / The Greatest Show on Earth — зритель в цирке (в титрах не указан)
- 1956 — День из жизни Дональда Дака / A Day in the Life of Donald Duck (эпизод мультсериала «Диснейленд[англ.]») — здесь анимационный Дональд встречается «вживую» с Кларенсом Нэшем и у них происходит разговор на повышенных тонах, касающийся специфического голоса персонажа[6]
- 1979 — англ. Mickey Mouse Disco — музыкальный альбом, исполнение песни Macho Duck
- 1984 — 50-й день рождения Дональда Дака[англ.] / Donald Duck’s 50th Birthday — Дональд Дак / камео[7]

## Факты
- Кларенсу Нэшу часто ошибочно приписывают озвучивание Дональда Дака в песне Disco Duck[англ.] (1976) — на самом деле здесь его озвучил Рик Дис[англ.].